# Покровское-2
Покровское-2 (Покровское-Гагарино, Петровское, Рождествено) — село в Михайловском районе Рязанской области России.
Первоначальное название — село Гагарино.
Расположено на реке Проня.

## Население
| 1859 | 1897 | 1906 | 2010 |
| ---- | ---- | ---- | ---- |
| 460  | ↗805 | ↗939 | ↘34  |

## Усадьба Покровское-Гагарино
Усадьба полковника А. И. Дубровского известна в последней четверти XVIII века. В середине и второй половине XIX века принадлежала дворянам Сипягиным, в роду которых и оставалась и в начале XX века.

## Церковь Покрова
В 1679 году в селе была построена Покровская церковь.
В 1686 году за храмом числилось 36 десятин земли, что являлось неплохим подспорьем в церковном хозяйстве.
С годами храм настолько обветшал, что постоянно требовал ремонта.
И тогда было решено сломать старую церковь.
На её месте в 1731 году была выстроена новая церковь на средства А. И. Дубровского, тоже деревянная, простоявшая почти сто лет.
В 1851 году князь Волконский на свои средства построил новый каменный храм, сохранившийся до наших дней.
Ныне храм пребывает в полуразрушенном состоянии.
Внутри здания гуляет ветер, а взору предстает печальная картина церковного строения с обшарпанными стенами, пустыми окнами, без куполов и крестов.
За годы советской власти от внутреннего убранства не осталось и следа.
Состав прихода
- Гагарино
- Ольховец (c 1686 года)